# Persistance rétinienne
Pour les articles homonymes, voir Persistance.

Ce dessin animé d'un cheval galopant est affiché en 12 images par seconde. La succession d'images est perceptible mais l'animation donne quand même l'impression d'être assez fluide.

La persistance rétinienne ou persistance de la vision est le phénomène attribuant à l'œil une image rémanente durant 1⁄18 de seconde sur la rétine. Selon la loi de Ferry-Porter, le seuil critique de fusion du papillotement est la fréquence à laquelle un stimulus visuel discontinu est perçu comme complètement continu. Selon la loi de Plateau, dite de Plateau-Talbot dans le monde anglo-saxon (du nom du physicien Belge Joseph Plateau et de l'Anglais William Talbot) on distingue deux types de persistance rétinienne :
- la persistance positive, qui dure peu de temps, environ 50 millisecondes ; la couleur de l'image persiste, paupières fermées. L’œil est donc théoriquement capable de capter 20 images par seconde, au-dessus de ce seuil, il ne verra pas le clignotement des images, en dessous la succession d'images est perceptible ;

- la persistance négative, qui dure plus longtemps. Elle est due à une exposition prolongée à une forte intensité lumineuse qui a détérioré les bâtonnets. On garde ensuite imprimée une trace sombre de l'image dans la vision durant plusieurs secondes (exemple : phosphène de la trace du soleil, ou d'un flash d'appareil photo après avoir fermé les yeux).

## Histoire
La découverte de la persistance de la vision est attribuée au poète romain Lucrèce, bien qu'il ne la mentionne qu'en relation avec les images vues en rêve. Le phénomène rétinien est ensuite évoqué par l'astronome grec Claude Ptolémée en 140 apr. J.-C.. 
Au cours du Moyen Âge, au XIe siècle, le mathématicien, physiologiste et physicien arabo-perse Alhazen, démontre l'existence de la persistance rétinienne grâce à l'effet que produit le mouvement d'une toupie colorisée sur l'œil. Durant l'époque moderne, l'expérience de l'impression optique par rotation d'une toupie est reprise par Jean Antoine Nollet. À la même époque, le physicien Patrice d'Arcy s'attache à tenter de déterminer la durée du phénomène optique, qu'il estime alors à 125 ms.
Pour Marcel Lapierre, la naissance du cinéma est intrinsèquement liée aux travaux de recherches sur la persistance rétinienne, « une particularité de notre vision ». À l'époque moderne, au début du XIXe siècle, quelques expériences stroboscopiques réalisées par Peter Mark Roget en 1824 ont été citées comme bases des recherches sur cette théorie optique,. Toujours dans la première moitié du XIXe siècle, cette manifestation optique est observée par le physicien belge Joseph Plateau, lors de ses expériences avec le phénakistiscope, puis mise en évidence par le mathématicien autrichien Simon Stampfer, au cours de ses travaux sur le stroboscope.

## Système filmique
La persistance rétinienne est un terme encore toléré pour ce phénomène dans le domaine de l'histoire du cinéma et de la théorie. Dans les premiers temps de l'innovation cinématographique, une cadence de moins de 16 images par seconde pouvait provoquer la perception d'images clignotantes. Le mouvement reste interprétable même à une fréquence de 10 images par seconde ou encore plus lent (comme dans un flipbook), mais le scintillement causé par l'obturation d'un projecteur de film devient distrayant en dessous du seuil de 16 images.
Un film sur pellicule est diffusé à 24 images par seconde. Le système de cinéma numérique permet de diffuser à d'autres fréquences (notamment 25 images par seconde, 30, 48, 60, etc.) grâce aux copies de projection numériques (DCP).
Il est important de faire la distinction entre le taux de trame et le taux de « lueur vacillante », qui ne sont pas nécessairement les mêmes. Dans les systèmes de cinéma physiques, il est nécessaire de tirer vers le bas l'image du film, et cette traction vers le bas doit être obscurcie par un obturateur pour éviter l'apparition de flou. Par conséquent, il doit y avoir au moins une lueur vacillante par image dans le film. Pour réduire son apparition, pratiquement tous les volets de projecteurs modernes sont conçus pour ajouter des périodes de lueur vacillante supplémentaires, doublant généralement leur taux à 48 Hz (volets à mono-lame faisant deux rotations par image - volets à double-lame faisant une rotation par image), ce qui les rend moins visibles (certains projecteurs triples-lame peuvent tripler à 72 Hz).
Dans les systèmes du cinéma numérique, la vitesse de balayage peut être dissociée de la vitesse de rafraîchissement de l'image. Dans certains systèmes, comme le Digital Light Processing System (DLP), il n'y a pas de tache de vol ou de balayage de trame pour tous, donc, il n'y a pas d'autres lueurs vacillantes que celles générées par le crénelage temporel de la capture d'image du film.
Le système de film Maxivision 48 [en], à 48 images par seconde, propose même, selon le critique de cinéma Roger Ebert, une diminution du pistage de luminosité stroboscopique clôturant ces dernières. Les impulsions sont moins perceptibles, par opposition à la lueur vacillante, en raison de la fréquence d'échantillonnage de la caméra par rapport à la vitesse de déplacement de l'image dans le plan du film. Cette imagerie ultra-lisse est appelé High motion [en].

## Moniteurs d'ordinateur
Mis à part quelques configurations utilisées jusqu'au début des années 1990, les écrans d'ordinateur n'utilisent pas l'entrelacement. On peut parfois l'apercevoir scintiller, souvent dans une pièce très éclairée, et à une distance proche de l'affichage. La plus importante lueur vacillante dans une visualisation détaillée est due le plus souvent à l'écran étant en vision périphérique du spectateur, qui a une plus grande sensibilité au clignotement. En général, un taux de rafraîchissement de 85 Hz ou plus (que l'on trouve dans les écrans CRT modernes) est suffisant pour minimiser la lueur vacillante en étroite émission, et tous les écrans d'ordinateurs récents sont capables de supporter ce taux. L'écran à cristaux liquides (LCD) plat ne souffre pas de ces lueurs même si leur taux de rafraîchissement est le plus souvent de 60 Hz, mais aussi pour certains, de 120, 144 ou encore 240 Hz . C'est parce qu'un pixel LCD génère un flux continu de lumière aussi longtemps que cette partie de l'image est censée émettre la lumière (voir aussi l'écho). À chaque balayage, le moniteur détermine si un pixel doit être clair ou foncé et change l'état du pixel en conséquence. Dans un CRT, par comparaison, chaque pixel génère une rafale temporaire de lumière, puis noircisse, dans chaque balayage périodique. Le moniteur active un phosphore sur l'écran à chaque cycle si le pixel est censé être léger, mais le phosphore s'estompe avant le prochain scan.

## Effet de traînée du cierge magique
L'effet de traînée du cierge magique se produit quand une vague lumineuse entoure le cierge en mouvement, créant une traînée de lumière. Bien qu'il semble que cette traînée soit créée par la lumière du cierge magique agité en l'air, il y a, en fait, pas de lumière le long de ce tracé. La piste éclairée est une création cérébrale, qui conserve une perception de la lumière du cierge pour une fraction de seconde dans la mémoire sensorielle. Cet effet de persistance de la vision est mis à profit pour dessiner grâce au mouvement très rapide d'un seul point de lumière comme dans les images obtenues avec un laser, ou plusieurs points de lumière comme dans les dispositifs utilisant des barrettes de diodes led en rotation.

## Théories sur la persistance rétinienne appliquée au cinéma
(avril 2024).
Selon les travaux de Joseph et Barbara Anderson dans les années 1990, la théorie de la persistance de la vision est la croyance selon laquelle la perception humaine du mouvement (en) (centrée sur le cerveau) serait le résultat de la persistance de la vision (centrée sur l'œil).
Cette version de la théorie a été écartée bien avant l'invention du cinéma et également réfutée dans le contexte du cinéma en 1912 par une publication du psychologue Max Wertheimer, mais perdure dans de nombreuses citations et textes de théorie filmique classique et moderne,,. Une théorie plus plausible tente d'expliquer la perception du mouvement (au moins sur un plan descriptif) repose sur deux illusions perceptuelles différentes : l'effet phi et le mouvement beta.
Une forme visuelle de la mémoire appelée mémoire photographique a été décrite comme étant la cause de ce phénomène. Bien que les psychologues et les physiologistes aient rejeté la pertinence de cette théorie pour les spectateurs de cinéma, les universitaires et les théoriciens du cinéma ne l'ont généralement pas fait. Certains scientifiques considèrent aujourd'hui que toute la théorie de la mémoire photographique est un mythe.
En confrontant l'effet phi avec la théorie de la persistance rétinienne, un élément essentiel à la compréhension qui se dégage du phénomène de perception visuelle est que l'œil humain « n'est pas une caméra ». En d'autres termes, la vision n'est pas aussi simple qu'un enregistrement de lumière sur un support, car le cerveau doit donner un sens aux données visuelles que l'œil fournit pour construire une image cohérente de la réalité. Joseph Anderson et Barbara Fisher argumentent que l'effet phi privilégie une approche constructiviste au niveau cinématographique (David Bordwell, Noël Carroll, Kirstin Thompson (en)), tandis que la persistance rétinienne privilégie une approche plutôt réaliste (André Bazin, Christian Metz, Jean-Louis Baudry).

## Pathologie
La prolongation anormale de la luminosité peut être due à de la palinopsie.